# Perfection chrétienne
La perfection chrétienne ou de sanctification complète (entire sanctification) est une doctrine théologique largement diffusée par le méthodisme, et tout particulièrement par le mouvement de sanctification qui en est issu. Elle affirme que les chrétiens qui vivent en union avec le Christ sont régénérés intérieurement et libérés du péché par la force du Saint-Esprit. C’est la « deuxième œuvre de la grâce », la première étant la justification (qui exonère le chrétien qui se repent du poids des fautes qu’il a commises). Cette notion est donc étroitement associée à celles du baptême du Saint-Esprit, d’amour parfait, de pureté du cœur.

## Fondement biblique

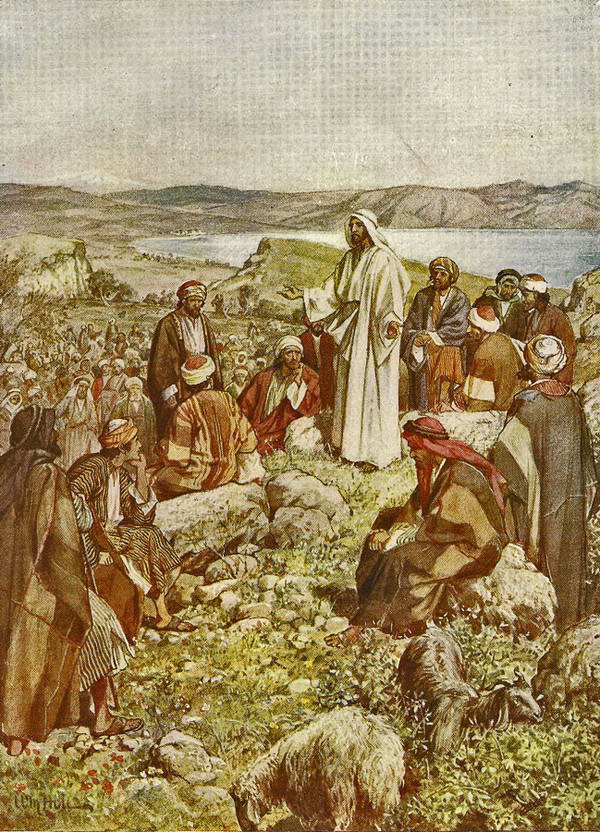
William Hole - Le sermon sur la montagne - peint vers 1900

Les passages bibliques qui fondent la vision wesleyenne de la « deuxième œuvre de grâce » sont notamment :
- Dans son Sermon sur la montagne, Jésus appelle chacun à être parfait : « Vous, soyez donc parfaits, comme votre Père céleste est parfait. » (Évangile selon Matthieu, chapitre 5, verset 48).
- Le croyant est crucifié avec Christ, ce n’est plus lui qui vit, mais Christ qui vit en lui (Épître aux Galates 2:20) : « Je suis crucifié avec Christ ; et je ne vis plus, moi, mais Christ vit en moi ; — et ce que je vis maintenant dans la chair, je le vis dans la foi, la foi au Fils de Dieu, qui m’a aimé et qui s’est livré lui-même pour moi. »
- Le cœur de l’Homme est purifié par la foi, thème abordé dans la première épître de Jean et dans les actes des Apôtres : « mais si nous marchons dans la lumière, comme lui-même est dans la lumière, nous avons communion les uns avec les autres, et le sang de Jésus Christ son Fils nous purifie de tout péché. » (1 Jean 1 :7) ;  « (2) Bien-aimés, nous sommes maintenant enfants de Dieu, et ce que nous serons n’a pas encore été manifesté ; nous savons que quand il sera manifesté, nous lui serons semblables, car nous le verrons comme il est. (3) Et quiconque a cette espérance en lui se purifie, comme lui est pur.” (1 Jean 3:2-3) ; « et il [Dieu] n’a fait aucune différence entre nous et eux, ayant purifié leurs cœurs par la foi. » (Actes des Apôtres 15:9).
- Le cœur du croyant ayant été purifié, celui-ci n’a plus de mauvaises pensées, car “(17) Ainsi tout bon arbre produit de bons fruits, mais l’arbre mauvais produit de mauvais fruits. (18) Un bon arbre ne peut pas produire de mauvais fruits, ni un arbre mauvais produire de bons fruits.” (Matthieu 7:17, 18). Ainsi délivré de toute mauvaise disposition, il peut obéir au commandement d’aimer ses ennemis (Luc 6:27-28) : « (27) Mais à vous qui écoutez, je vous dis : Aimez vos ennemis ; faites du bien à ceux qui vous haïssent ; (28) bénissez ceux qui vous maudissent ; priez pour ceux qui vous font du tort. »
- La délivrance du péché, extérieur et intérieur, est assurée de s’effectuer dès ici-bas, sur les promesses de passages tels que 1 Jean 4:17: « comme il est, lui, nous sommes, nous aussi, dans ce monde. »

## Chez lesPères de l’Église
- Le premier évêque de Smyrne, Polycarpe, disciple direct de l'apôtre Jean, et maître de Irénée de Lyon, est sans doute le premier théoricien de la perfection chrétienne après l’apôtre Paul cité au paragraphe précédent, puisqu’il écrivait aux alentours de l’an 100 : « celui qui a l’amour est loin de tout péché. » [2] Il soutenait trois idées que l’on retrouvera chez John Wesley, à savoir :
  - le chrétien est délivré de “tout péché” (voir 1 Jean 1:7),
  - l’amour et le péché s’excluent mutuellement, et
  - l’amour mis en pratique honore Dieu[3].
- Grégoire de Nysse, théologien et mystique du IVe siècle, est l’auteur d’un traité ‘’sur la perfection chrétienne’’ selon lequel la sainteté est l’œuvre du Christ dans l'âme. Pour Grégoire de Nysse, la vraie perfection n'est pas un achèvement, mais un mouvement permanent vers le mieux. « Car telle est la perfection véritable : ne jamais s'arrêter, accroître son effort vers un nouveau palier et ne mettre aucune borne à la perfection. »[4] Cette idée sera reprise par John Wesley comme on le verra ci-après.

## Doctrine catholique
La théologie catholique est familière de la notion de perfection chrétienne mais, hors la notable exception de François de Sales, celle-ci semble davantage tournée vers le clergé que vers les simples fidèles.
- Elle est d’abord développée par Thomas d’Aquin dans sa Somme théologique où il indique que Dieu a autorisé des imperfections dans le monde lorsqu’elles étaient nécessaires pour le bien commun et qu’il est naturel pour l’Homme de progresser par degrés de l’imperfection vers la perfection[5].
- De manière presque simpliste, Duns Scot définissait la perfection comme ce qu’il “est meilleur d’avoir que de ne pas avoir.” Ce n’était pas pour lui un attribut divin mais une qualité potentielle que chaque créature se voyait attribuer à des degrés divers. La perfection consiste à atteindre l’ensemble des qualités possibles. "Totalité" et "perfection" devenaient dès lors quasi synonymes ("totum et perfectum sunt quasi idem")[6].
- El Camino de Perfección (Le chemin de perfection) est une méthode pour progresser dans la vie contemplative écrite en 1566 par  Sainte Thérèse d’Avila à la demande de ses sœurs du monastère de Saint Joseph d'Avila.
- Toujours au XVIe siècle, François de Sales met la perfection chrétienne à la portée non plus du clergé régulier mais de tous les chrétiens dans son célèbre traité Introduction à la vie dévote. Le style utilisé par François de Sales, qui s’adresse d’abord à une de ses cousines, est très simple pour l'époque, sans citations latines ni grecque. Il offre ainsi des conseils de piété à un public beaucoup plus large que les traités spirituels de l'époque.
- L’influent théologien dominicain Réginald Garrigou-Lagrange publie en 1923 un ouvrage intitulé Perfection chrétienne et contemplation dans lequel il reprend la théologie mystique de Jean de la Croix. Il est connu pour avoir dirigé la thèse de théologie de Karol Wojtyla, le futur Jean-Paul II, lui-même grand admirateur de Jean de la Croix.
- Lors du Concile de Vatican II, le décret Perfectae Caritatis sur l’adaptation et le renouveau de la vie religieuse dans l’Église catholique fut adopté à la quasi-unanimité. Il précise que les meilleures adaptations structurelles de l’Église ne porteront de fruits que si accompagnées d’une rénovation spirituelle en profondeur guidée par l’Esprit saint. Il préconise chez tous les religieux la vie spirituelle, l’esprit d’oraison, la méditation de la Sainte Écriture.

## La doctrine méthodiste

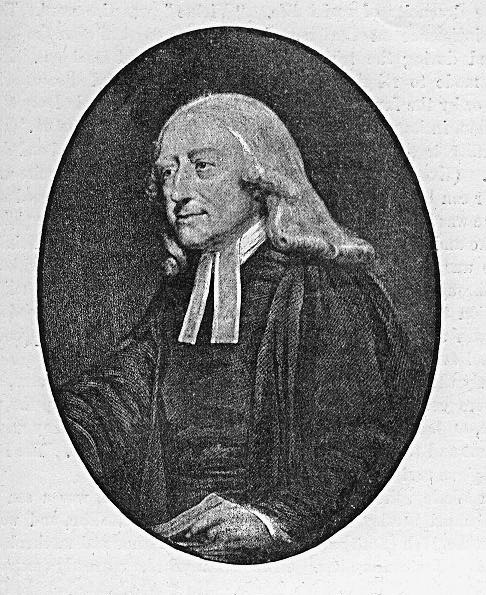
John Wesley

La doctrine méthodiste est bien exposée dans les écrits de John Wesley, et en particulier dans l’un de ses livres « A Plain Account of Christian Perfection ».
Le terme de perfection désigne le processus de sanctification qui n’est jamais achevé et qui n’implique aucune perfection physique ou intellectuelle. Il s’agit d’un processus au cours duquel la grâce divine opère une purification de l’esprit du chrétien grâce à l’action de l’Esprit saint et qui conduit, selon les mots de Wesley, à « une pureté d’intention, à dédier toute sa vie à Dieu ». C’est « l’esprit qui était en Christ et qui nous rend capables de marcher comme il marchait ». C’est « aimer Dieu de tout notre cœur, et notre voisin comme nous-mêmes. »

La perfection n’implique pas non plus l’absence d’erreur ou de violation de la loi divine, car les transgressions involontaires restent possibles. Les chrétiens sanctifiés restent en butte à la tentation et doivent continuer à prier pour le pardon des offenses et la sainteté. La perfection n’est pas salvatrice car « même une vie parfaitement sainte n’est acceptable pour Dieu que par Jésus Christ. »
  
La perfection ne correspond donc pas à l’impossibilité de pécher, mais à la décision de ne plus pécher. La perfection chrétienne selon Wesley consiste à opérer un changement de vie, à se libérer de l’emprise de la rébellion contre Dieu, des intentions impures et de l’orgueil.

John Wesley ne considérait pas la perfection comme définitive.

## Le Mouvement de sanctification
Au cours du XIXe siècle, divers groupes ont repris et adapté les thèses de John Wesley, parfois en dérivant de son intention initiale. Dans les méthodes d’évangélisation méthodistes, il y a les « camp meetings », réunions de plusieurs jours où l’exaltation est parfois intense, qui sont propices à une certaine surenchère : les prédicateurs étaient en particulier très axés sur l’expérience personnelle du Baptême du Saint-Esprit permettant d’aller vers la « sainteté » ou sanctification (holiness), un terme qui se substituera souvent à celui de perfection chrétienne au cours du XIXe siècle.

## Pentecôtisme
Certaines dénominations évangéliques et pentecôtistes croient en la sanctification entière, telles que l’International Pentecostal Holiness Church, l’Église de Dieu (Cleveland) et l’Église de Dieu en Christ.

## Opposition des protestants luthériens et réformés
L’opposition des luthériens et des réformés à la doctrine de la perfection chrétienne est très vive, et fondée sur des considérations théologiques essentielles, puisque, selon leur analyse, la doctrine de la perfection chrétienne tirée des positions méthodistes affaiblit la notion de péché et donc le besoin de la grâce.

### Position luthérienne
Le texte fondateur du luthéranisme, la Confession d'Augsbourg de 1530, condamne sans appel dans son article 12 "ceux qui prétendent que certains peuvent atteindre une telle perfection dans cette vie qu'ils ne peuvent pas commettre de péché." Ils rejettent donc totalement la doctrine de la perfection chrétienne. Se fondant sur Romains 7:14-25 :« Nous savons, en effet, que la loi est spirituelle; mais moi, je suis charnel, vendu au péché. Car je ne sais pas ce que je fais: je ne fais point ce que je veux, et je fais ce que je hais. » ) et Philippiens 3:12 (« Ce n'est pas que j'aie déjà remporté le prix, ou que j'aie déjà atteint la perfection; mais je cours, pour tâcher de le saisir, puisque moi aussi j'ai été saisi par Jésus Christ. »), les luthériens affirment sans hésiter qu’il est illusoire de penser atteindre la perfection chrétienne dans cette vie",.
Les apologistes modernes notent en outre que: « Notre salut est complet et est tout simplement reçu par la foi. Les bonnes œuvres sont le fruit de cette foi. Les bonnes œuvres montrent que nous sommes sauvés, mais ne peuvent jouer aucun rôle dans notre salut. Si nous devions être sauvés par le fait de devenir de plus en plus semblables à Dieu, notre salut serait douteux car notre imitation de Dieu ne serait jamais parfaite dans cette vie. Une conscience troublée ne trouvera guère de réconfort dans un processus de théosis incomplet, mais en trouvera bien davantage dans la déclaration par Dieu de Son pardon plein et entier.

### Position réformée
Pour les calvinistes, le souci des revivalistes pour la santé spirituelle et la motivation psychologique de leurs ouailles les ont sans doute conduits à exagérer l’expérience et l'émotion religieuse aux dépens de la Révélation et la doctrine de la perfection chrétienne introduit plusieurs incohérences lourdes dans la théologie chrétienne:
- Les tenants de la perfection chrétienne minorent eux-mêmes beaucoup les effets de la perfection pour des raisons purement expérimentales. La loi est ainsi adaptée aux capacités de l’homme et la perfection réduite à un effort de la volonté humaine. Wesley définit d’ailleurs le péché comme “la transgression volontaire d’une loi divine connue”[13]; n’est donc péché que ce qui est connu, et encore, connu au moment de l’action[1]. Les notions de Révélation, de l’immanence et de la transcendance divines sont ici complètement écartées et remplacées par un nominalisme sans fondement biblique.
- La loi est spiritualisée, réduite à la loi d’amour ("Tu aimeras le Seigneur, ton Dieu, de tout ton cœur, de toute ton âme, de toute ta pensée, et de toute ta force (…) et ton prochain comme toi-même.")[14] On semble ici se débarrasser la loi de l’Ancien Testament. Le sacrifice de Jésus-Christ n’aurait alors eu pour fruit que l’adoucissement de la loi de Dieu. Définie contre le déisme des Lumières, en défense d’un Dieu révélé, la doctrine de la perfection chrétienne cède ici beaucoup de terrain à un idéal humaniste qui s’éloigne de la Révélation.
- La doctrine de l’entière sanctification, réduisant l’être humain à sa volonté et à sa subjectivité, est marquée au coin de l’optimisme, voire d’une certaine naïveté. Comment l’Homme « régénéré » va-t-il résister aux assauts de la tentation, qui, à supposer qu’ils soient plus rares dans le cadre d’une vie « sainte », n’en sont pas moins redoutables ? "Ceux qui professent cet optimisme sont bien obligés de reconnaître que, si l’on peut toujours être victorieux, les tendances mauvaises, les tentations subsistent, gravées en quelque sorte en notre chair, héritée avec notre nature même."[15]
- Enfin, cet optimisme n’est-il pas trop individualiste? "Le chrétien, même régénéré, n’est pas isolé, en dehors de la vie, séparé du monde. Pour les réformés, on ne peut être vraiment saint que dans une société de saints."[15].